# À l'abri de la peur
À l'abri de la peur (titre original: Freedom from Fear) est le dernier d’une série de quatre tableaux peints par Norman Rockwell, intitulée Les Quatre Libertés et inspirée par le discours du Président Franklin D. Roosevelt lors de son discours sur l’état de l’Union au 77ème Congrès des Etats-Unis, du 6 janvier 1941 (discours souvent appelé : discours des quatre libertés). Le tableau est publié en couverture du The Saturday Evening Post le 13 mars 1943, accompagné d’un essai écrit par Stephen Vincent Benét.

## Description
Le tableau représente des parents américains mettant tranquillement leurs deux enfants au lit. La mère les borde tendrement. Le père tient dans la main gauche un journal plié (le Bennington Banner) dont les gros titres évoquent les raids aériens du Blitz qui frappe au même moment l’Angleterre (Bombings Ki… ; Horror Hit....). Ses lunettes à la main, il a fini de lire son journal. L'attention des parents est maintenant tout entière tournée vers les enfants qui dorment déjà tranquillement, sans être inquiétés par le bruit de la guerre, qui fait alors rage de l’autre côté de l’Atlantique,.
Rockwell, qui n’avait pas beaucoup de considération pour cette œuvre, pensait qu’elle reflétait une certaine suffisance :  « Dieu merci, nous pouvons coucher nos enfants sans craindre qu’ils soient tués pendant la nuit ».

## Production
C’est la seule des quatre illustrations de la série des Quatre libertés créée antérieurement au projet. Elle était destinée originellement à illustrer la Bataille d’Angleterre, mais elle n'avait pas été retenue par le Saturday Evening Post.
Les modèles sont, comme souvent avec Rockwell, des voisins du peintre à Arlington : Jim Martin, Mrs. Edgar Lawrence (Dorothy) et deux des enfants de Walt Squires, le charpentier de Rockwell. À la demande de l'artiste, le Bennington Banner imprima une fausse une qu'il utilisa pour le tableau.

## Publication
La série des Quatre Libertés est publiée en couverture du Saturday Evening Post, accompagnée d’essais écrits par quatre auteurs différents, sur quatre semaines consécutives, au tout début de l’année 1943 : Liberté de parole (le 20 février), Liberté de culte (le 27 février), À l'abri du besoin (le 6 mars) et À l'abri de la peur (le 13 mars). Ce dernier tableau est publié en compagnie d’un essai éponyme de Stephen Vincent Benét qui, par coïncidence, décède le jour de sa publication,.
La série est ensuite publiée sous forme d’affiches qui deviennent un outil de communication du Gouvernement dans sa seconde campagne des emprunts de guerre. Le département du Trésor organise une exposition itinérante autour des Quatre libertés qui lui permet de lever $130,000,000. Les quatre tableaux sont reproduits sous forme de timbres vendus pendant les expositions.

## Contexte
Le thème des quatre libertés apparaît dans le discours sur l'état de l'Union prononcé par Franklin Delano Roosevelt le 6 janvier 1941. Le thème sera successivement intégré dans la Charte atlantique, et deviendra partie intégrante de la charte des Nations Unies.
« The fourth is freedom from fear—which, translated into world terms, means a world-wide reduction of armaments to such a point and in such a thorough fashion that no nation will be in a position to commit an act of physical aggression against any neighbor—anywhere in the world. »
— Franklin Delano Roosevelt, January 6, 1941 State of the Union address

« La quatrième [liberté] consiste à être à l'abri de la peur, ce qui, traduit en termes mondiaux, signifie une réduction des armements à l’échelle mondiale à un point tel et d’une manière si complète qu’aucune nation ne sera en mesure de commettre un acte d’agression physique contre un voisin, où que ce soit dans le monde. »
— Discours sur l'état de l'Union, 6 janvier 1941